# الفرقة المدرعة التاسعة (سوريا)
الفرقة المدرعة التاسعة هي فرقة النخبة في الجيش العربي السوري، وهي جزء من فيلق الجيش الأول تأسست عام 1970.

## هيكل القيادة
الفرقة المدرعة التاسعة (2019)
- اللواء 43 مدرع
- اللواء 34 مدرع
- اللواء الميكانيكي 52[2]
- لواء المشاة 90[3]
- فوج المدفعية 89

## الحرب الأهلية السورية
خلال الحرب الأهلية السورية شاركت في الاشتباكات التالية:
- اشتباكات محافظة إدلب (يونيو 2012–أبريل 2013)
- هجوم جنوب سوريا 2015 (فبراير–مارس 2015)
- هجوم درعا والسويداء (يونيو 2015) (9–15 يونيو 2015)
- معركة حرستا (2017–2018)[4]
- هجوم درعا 2021 (29 يوليو – 5 سبتمبر 2021)[5]